# 2023年英国地方选举
2023年英国地方选举於2023年5月4日在英格兰举行，2023年5月18日在北爱尔兰舉行。英格兰230个地方议会的超過8000个议席需要改選。 英國保守黨在此次選舉中失去了超过1000个地方议会议席，並失去了数十个地方议会的控制權。英國工黨增加500多个地方议席，英国自由民主党增加400多个地方议席。